# SN 2003ag
SN 2003ag – supernowa typu Ia odkryta 7 lutego 2003 roku w galaktyce UGC 6440. W momencie odkrycia miała maksymalną jasność 16,50m.